# Fusies van Belgische gemeenten

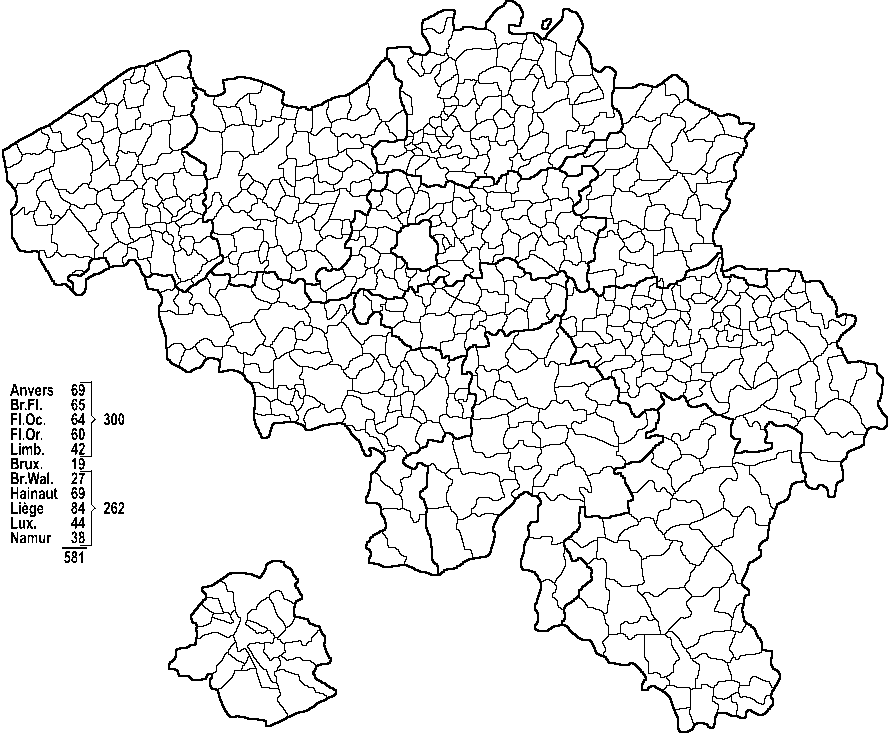
Grenzen van Belgische gemeenten (2019)

In België vond enkele malen een nationale fusie van gemeenten plaats. De grootste fusiegolf was op 1 januari 1977. Op die dag werd het aantal Belgische gemeenten, door de samenvoeging van vroeger autonome gemeenten, van 2359 tot 596 gereduceerd. De laatste herindeling vond plaats in 2019, toen een aantal Vlaamse gemeenten fuseerden naar aanleiding van het decreet van 24 juni 2016 om vrijwillige fusies te ondersteunen. Sindsdien telt België 581 gemeenten. Steeds meer gemeenten laten weten in 2025 te zullen fuseren.
Alle voormalige gemeenten die nog zelfstandig waren op 1 januari 1961 mogen zich deelgemeente noemen van de fusiegemeente, maar ze hebben geen bestuurlijke functie meer.

## Algemeen

### Procedure
Het vastleggen of wijzigen van gemeentegrenzen was in de Belgische Grondwet voorbehouden aan de wetgevende macht: alleen het parlement kon via een wet gemeenten creëren, samenvoegen of de grenzen ervan wijzigen. Tot een systematische fusie kwam het pas na de Eenheidswet van 1961. Hoofdstuk vier van deze wet was gewijd aan de territoriale organisatie van de gemeenten. De bevoegdheid om gemeenten op te heffen werd voor een periode van tien jaar aan de uitvoerende macht toevertrouwd. Gemeenten mochten door de regering samengevoegd worden als overwegingen van vooral financiële aard maar ook van geografische, taalkundige, economische, sociale of culturele aard de fusie rechtvaardigden. Het parlement diende deze wetsontwerpen wel nog goed te keuren.
De procedure betekende een aanzienlijke vereenvoudiging voor fusies en grenswijzigingen. In 1964 en in 1969-1970 werden zo al een 300-tal gemeenten opgeheven. Het aantal Belgische gemeenten liep terug van 2663 in 1961 tot 2586 in 1965, 2359 in 1971, 596 in 1977 en 589 in 1983.
Met de vijfde staatshervorming in 2001 werden de provincie– en gemeentewet regionale bevoegdheden. Daarom worden vanaf 2001 fusies van gemeenten geregeld door de gewesten.
In Wallonië zijn er sindsdien geen wettelijke initiatieven genomen rond fusies van gemeenten. In Vlaanderen kwamen deze initiatieven er wel. Op 24 juni 2016 keurde het Vlaamse Parlement het decreet over de vrijwillige samenvoeging van gemeenten goed. Het fuseren van gemeenten was al mogelijk op basis van het gemeentedecreet. Het nieuwe decreet moest echter meer duidelijkheid en rechtszekerheid brengen voor lokale besturen die willen fuseren. Daarnaast bevat het decreet bepalingen die vrijwillige fusies aanmoedigen.
In de eerste plaats is er financiële ondersteuning voor fuserende gemeenten. Zo kwamen gemeenten die vóór 31 december 2017 hun gezamenlijk voorstel tot samenvoeging hadden ingediend in aanmerking voor een schuldovername door de Vlaamse Overheid tot 500 euro per inwoner. Daarnaast is er ook een waarborgregeling voor het gemeentefonds. Die bepaalt dat de nieuwe gemeente nooit minder zal ontvangen dan het huidige totale aandeel van de twee fusiegemeenten samen.
Vervolgens is er ook een overgangsmaatregel voor het aantal uitvoerende mandatarissen. De nieuwe gemeente zal in haar eerste bestuursperiode twee extra schepenen en in de daaropvolgende zes bestuursperiodes, één extra schepen mogen aanduiden.
Om fusies verder aan te moedigen heeft het Agentschap Binnenlands Bestuur samen met het Steunpunt Bestuurlijke Organisatie Vlaanderen (SBOV) een instrument ontwikkeld waarmee gemeenten via een zelfevaluatie hun bestuurskracht kunnen beoordelen. Een duidelijk gebrek aan bestuurskracht kan dan voor de lokale besturen een extra aanleiding zijn om een fusie te overwegen.
Het Agentschap van Binnenlands Bestuur heeft ook een ‘draaiboek vrijwillige fusies gemeente’ uitgegeven dat een leidraad vormt voor gemeenten die in een fusietraject willen stappen. Hierin wordt het wetgevend kader uiteengezet en meer informatie gegeven over de timing en wat van de gemeenten wordt verwacht in elke stap van zo'n traject.

### Naamgeving nieuwe gemeentes
Meestal koos men voor de naam van de fusiegemeente de naam van een van de deelnemende oude gemeenten. Het gevolg hiervan is dat de gekozen deelgemeente meestal als administratief centrum fungeert. Bij sommige fusies werd er om allerlei redenen gekozen voor een nieuwe naam.
Soms werd er gekozen voor een natuurlijk of historisch element:
- Heuvelland (naar de streek waarin het gelegen is)
- Honnelles (naar twee riviertjes)
- Kluisbergen en Mont-de-l'Enclus (naar een heuvel)
- Laakdal (naar twee riviertjes)
- Lasne (naar een riviertje)
- Lievegem (naar een klein kanaaltje)
- Maarkedal (naar een beek)
- Oudsbergen (naar een landduin)
- Roosdaal (naar een veld)
- Zwalm (naar een riviertje)
- Bovelingen (naar een historische heerlijkheid)
- Beauvoorde (naar een kasteel). Nadien gefuseerd met Veurne.

Soms verwijst de nieuwe naam naar een overkoepelende naam die meerdere plaatsen bevat:
- Brakel (naar Opbrakel en Nederbrakel)
- Frasnes-lez-Anvaing (naar Frasnes-lez-Buissenal en Anvaing)
- Hélécine (naar Opheylissem en Neerheylissem)
- Horebeke (naar Sint-Maria-Horebeke en Sint-Kornelis-Horebeke)
- Kruisem naar Kruishoutem en Zingem
- Lierde (naar Sint-Maria-Lierde en Sint-Martens-Lierde)
- Linter (naar Drieslinter en Neerlinter)
- Malle (naar Oostmalle en Westmalle)
- Pelt (naar Neerpelt en Overpelt)
- Tielt-Winge (naar Tielt en Sint-Joris-Winge)
- Vleteren (naar Oostvleteren en Westvleteren)
- Voeren (naar Sint-Pieters-Voeren, Sint-Martens-Voeren en 's Gravenvoeren)
- Driekapellen naar Oudekapelle, Nieuwkapelle en Sint-Jacobs-Kapelle. Nadien gefuseerd met Diksmuide.

Soms verwijst de nieuwe naam naar één deelgemeente, maar werd de naam licht gewijzigd om een onderscheid te maken met de deelgemeente:
- Maasmechelen (naar deelgemeente Mechelen-aan-de-Maas)
- Ham (naar deelgemeente Oostham)
- Glabbeek (naar één dorp uit deelgemeente Glabbeek-Zuurbemde)

Soms wordt er verwezen naar twee voorgaande gemeentes door middel van een samenstelling met koppelteken. Opvallend is dat vooral in de provincie Limburg en West-Vlaanderen hiervoor gekozen werd. In andere gemeenten wordt een samengestelde naam ook wel informeel gebruikt om naar de fusiegemeente te verwijzen, bijvoorbeeld Machelen-Diegem of Hooglede-Gits.
- Bilzen-Hoeselt
- Dilsen-Stokkem
- Erpe-Mere
- Tongeren-Borgloon
- Hamont-Achel
- Hechtel-Eksel
- Heusden-Zolder
- Houthalen-Helchteren
- Komen-Waasten
- Knokke-Heist
- Langemark-Poelkapelle
- Lo-Reninge
- Merelbeke-Melle
- Nazareth-De Pinte
- Orp-Jauche
- Puurs-Sint-Amands
- Spiere-Helkijn
- Thimister-Clermont
- Wortegem-Petegem
- Zarren-Werken, nadien gefuseerd met Kortemark.

Soms verwijst de nieuwe naam naar een plaats die voordien tot een fuserende gemeente met verschillende naam behoorde; vaak omdat het bij de oorspronkelijke vorming van die gemeente een kleinere plaats was. Later groeide deze kleine plaats sterk (Gouvy) of kreeg deze meer naambekendheid dan de oorspronkelijke gemeente (Blégny).
- Bleyberg (Gemmenich)
- Manhay (Grandmenil)
- Gouvy (Limerlé)
- Affligem (Hekelgem)
- Trooz (Forêt)
- Blégny (Trembleur)
- Trois-Ponts (Fosse)
- De Haan (Klemskerke)
- Spermalie (Schore), nadien gefuseerd met Middelkerke.

In de fusietrajecten tussen Meeuwen-Gruitrode en Opglabbeek en tussen Kruishoutem en Zingem, kregen de inwoners inspraak in het kiezen van de nieuwe naam. Beide gemeenten lieten inwoners suggesties insturen waarna door een volksjury een shortlist werd samengesteld. Burgers konden dan stemmen op hun favoriete naam. De inwoners van Meeuwen-Gruitrode en Opglabbeek hebben zo al ‘Oudsbergen’ gekozen als naam voor hun nieuwe gemeente. Kruishoutem en Zingem smolten samen tot Kruisem.

### Alternatieven
In het debat over gemeentefusies komt steeds ook het alternatief naar voren van samenwerkingsverbanden (de zgn 'intercommunales') in plaats van fusies. Vooral in Frankrijk, waar nooit grootschalige fusies plaatsvonden, heeft men veel stedelijke en landelijke gemeentefederaties opgericht om een aantal lokale opdrachten bovenlokaal uit te voeren.
In de Belgische wetgeving van de jaren zeventig was ook de mogelijkheid voorzien om federaties van (landelijke) gemeenten op te richten en agglomeraties voor steden en hun randgemeenten. Met agglomeraties had men in het bijzonder Antwerpen, Gent, Brussel, Luik en Charleroi op het oog. Enkel rond Brussel werden enkele federaties opgericht, die bij de fusie van 1 januari 1977 weer verdwenen.
De enige agglomeratie die effectief bestaan heeft, is de Brusselse Agglomeratie (officieel: "de agglomeratie waartoe de hoofdstad behoort"), die bestaat uit de stad Brussel en 18 andere gemeenten, die alle behoren tot het tweetalige gebied Brussel-Hoofdstad (een van de vier taalgebieden, zoals vermeld in artikel 4 van de gecoördineerde grondwet).
Bij de oprichting van het Brussels Hoofdstedelijk Gewest met ingang van 1 januari 1989, werd de Brusselse Agglomeratie als aparte publiekrechtelijke rechtspersoon weliswaar niet afgeschaft, maar werden wel de apart verkozen agglomeratieraad en het agglomeratiecollege opgeheven. In toepassing van artikel 163 van de gecoördineerde grondwet, uitgevoerd via de bijzondere wet van 12 januari 1989 met betrekking tot de Brusselse Instellingen, worden de bevoegdheden die volgens de wet betreffende de agglomeraties en federaties van gemeenten aan de raad en het college zijn opgedragen, bij wege van verordeningen en besluiten, uitgeoefend respectievelijk door het Brusselse Hoofdstedelijke Parlement en door de Brusselse Hoofdstedelijke Regering.
Een alternatief voor fusies zien we ook in stadsregio’s. Deze samenwerkingsverbanden zijn gebaseerd op de ‘communautés urbaines’ zoals we die zien in Frankrijk. Gemeenten en steden werken hier op een intense manier samen op gemeenteoverschrijdende bevoegdheden. In Vlaanderen zien we hier een voorbeeld van in de Stadsregio Turnhout. Hier werkt de stad Turnhout samen met Oud-Turnhout, Beerse en Vosselaar op verschillende beleidsdomeinen zoals mobiliteit, handel, horeca en toerisme.

## Periode 1830 - 1961
België telde bij de onafhankelijkheid in 1831 2739 gemeenten. Dat aantal betekende een vermindering in verhouding met het aantal gemeenten tijdens het Nederlandse en Franse tijdvak in België. Door bepaalde demografische en economische ontwikkelingen werden na 1830 af en toe nieuwe gemeenten gecreëerd en sporadisch opgeheven of samengevoegd. Ook het afstaan van een deel van de provincies Limburg en Luxemburg in 1839 had uiteraard een impact op het aantal gemeenten.
De eerste fusiegemeente was Roesbrugge-Haringe in 1857.
In de periode van 18 mei 1872 tot 1 januari 1877 werden volgende 9 gemeenten gecreëerd: Terhagen (uit Rumst), Hallaar (uit Heist-op-den-Berg), Nieuwenrode (uit Meise), Sint-Amandsberg (uit Oostakker), Schoonaarde (uit Wichelen), Glain, Houdemont (uit Rulles), Selange (uit Messancy) en Sorinne-la-Longue (uit Assesse). Dit gaf een totaal van 2.575 gemeenten.
In de periode 1878-1882 werden volgende gemeenten gewijzigd:
- De wet van 9 augustus 1881 voegde Battignies bij de stad Binche in Henegouwen.
- Ook werden vier nieuwe gemeenten gecreëerd: Steendorp (wet van 20 augustus 1881, uit Bazel), Manage (wet van 16 maart 1880, uit Seneffe), Dolembreux (wet van 31 juli 1879, uit Sprimont) en Abolens (wet van 9 augustus 1881, uit Lens-Saint-Remy).

Anno 1882 bedroeg het aantal Belgische gemeenten 2584: per provincie waren er 152 in Antwerpen, 341 in Brabant, 436 in Henegouwen, 211 in Luxemburg, 206 in Limburg, 339 in Luik, 352 in Namen, 297 in Oost-Vlaanderen, en 250 in West-Vlaanderen.
In de periode 1882-1892 werden 16 gemeenten gecreëerd:
- Bost (uit Hoegaarden), Tertre (uit Baudour), L'Escaillère (uit Baileux), La Glanerie (uit Rumes), Graty (uit Hoves), Poulseur (uit Hody), Rouvreux (uit Sprimont en Aywaille), Saint-Vincent (uit Bellefontaine), Chantemelle (uit Vance), Coutisse (uit Andenne), Villers-lez-Heest (uit Warisoulx), Arsimont (uit Auvelais), Méan (uit Maffe) en Sart-Saint-Laurent (uit Fosse en Floreffe)
- bij wet van 23 mei 1892 de gemeenten Buzenol en Morville.
- Dit bracht het totaal op 2600 gemeenten in 1892.

In 1928 bedroeg het aantal Belgische gemeenten 2675. Dat aantal bleef ongeveer constant tot in 1961. Vóór de jaren 1960 gebeurden fusies en splitsingen min of meer ad hoc op basis van een procedure beschreven in de toenmalige Provinciewet. Vaak had de fusie te maken met stadsuitbreiding. Enkele voorbeelden van fusies in deze periode:
- Opheffing van de West-Vlaamse gemeente Mariakerke: in 1899 werd deze grotendeels bij Oostende gevoegd.[10][11]
- Bij wet van 26 augustus 1920 werd Gent uitgebreid in functie van de haven en de industriële ontwikkeling.
- De gemeenten Laken, Neder-Over-Heembeek en Haren werden bij wet van 30 maart 1921 bij de stad Brussel gevoegd.[12]
- Oosterweel, Oorderen en Wilmarsdonk werden bij de stad Antwerpen gevoegd bij wet van 22 maart 1929.
- Hodimont werd bij Verviers gevoegd bij wet van 22 juli 1930.
- De aanhechting van de gemeenten Lillo, Berendrecht en Zandvliet bij Antwerpen in 1958 in het kader van de havenuitbreiding.[13]

Anderzijds werden enkele nieuwe gemeenten gecreëerd: Beervelde (in 1921), Lot (vanuit Sint-Pieters-Leeuw en Dworp, bij wet van 31 maart 1927), Averbode (vanuit Zichem en Testelt, bij wet van 27 april 1928), Haasrode (vanuit Bierbeek, bij wet van 11 april 1928) en Houthulst (vanuit Klerken, bij wet van 11 april 1928).

## Fusies van 1964
Op basis van de Eenheidswet van 1961 kwam in 1964 de eerste systematische reeks fusies tot stand. Het ging over 110 kleine gemeenten die samengevoegd werden tot 37 nieuwe, grotere gehelen. De meeste van die gemeenten lagen in Wallonië. Deze fusie gaf weinig aanleiding tot weerstand, omdat het meestal om zeer kleine gemeenten ging die financieel nauwelijks nog armslag hadden. Soms voegde men landelijke gemeenten samen. Zo bijvoorbeeld Opdorp bij Buggenhout. Of Pamel, Strijtem en Onze-Lieve-Vrouw-Lombeek die fuseren tot Roosdaal. Of de gemeenten Bergilers, Grandville, Lens-sur-Geer, Wouteringen en Oerle die samen de nieuwe gemeente Oerle (Oreye) gingen vormen. Soms ook kleinere gemeenten bij de aangrenzende stad (zo bijvoorbeeld de aanhechting van o.a. Eine, Ename, Nederename, Edelare, Bevere, Leupegem en Volkegem bij Oudenaarde, van Emelgem bij Izegem en van Beveren bij Roeselare.
Door de fusiewetten van 2 en 6 juli 1964 daalde het aantal gemeenten van 2.663 naar 2.590. Op het moment van de gemeenteraadsverkiezingen van 11 oktober 1964 waren er 2.590 gemeenten.
Bij wet van 26 maart 1969 werd Chokier bij Flémalle-Haute gevoegd.

## Fusies van 1970 en 1971
Ook de fusies van 1970 en 1971 gebeurden op basis van de Eenheidswet. De fusies van 1970 waren een pak talrijker: er waren 300 gemeenten bij betrokken, die samengevoegd werden tot 95 nieuwe. Opvallend in deze reeks is bijvoorbeeld de fusie van Brugge met 7 aangrenzende gemeenten, waardoor een nieuwe grote stedelijke gemeente ontstond. Ook kleinere gemeenten werden samengevoegd (bijvoorbeeld de oprichting van de gemeente Brakel door 5 kleinere gemeenten op te heffen).
Bij wet van 10 juli 1970 fuseerden Grâce-Berleur en Hollogne-aux-Pierres vrijwillig. De wet van 17 juli 1970 ratificeerde de koninklijke besluiten met de overige fusies.
Op het moment van de gemeenteraadsverkiezingen van 11 oktober 1970 bestonden er 2.379 gemeenten.
De laatste reeks fusies op basis van de Eenheidswet vond plaats in 1971. In feite ging het om een aantal fusieprocedures die men al had opgestart, maar die men niet meer binnen de voorgeschreven einddatum zou kunnen rondkrijgen. De procedure werd daarom bij wet met een jaar verlengd. Hierdoor werden 30 gemeenten opgeheven.

## Fusies van 1976
De fusiereeksen vóór 1976 waren alles bij elkaar bescheiden in aantal en wekten weinig weerstand. Dat lag helemaal anders bij de fusies die op 1 januari 1977 in werking traden. Daarbij werd het aantal Belgische gemeenten van 2359 tot 596 gereduceerd. De fusie werd op relatief korte tijd doorgedrukt en ging in tegen de wens van veel gemeenten. Dit leidde in sommige gemeenten tot bitter verzet tegen de plannen, dat overigens maar af en toe succes had.
Reeds voor 1970 was men tot de conclusie gekomen dat grootschaliger fusieoperaties nodig waren om gemeenten voldoende bestuurskrachtig te maken en over voldoende middelen te laten beschikken voor een volwaardig lokaal beleid. Het voornemen voor omvangrijker fusies was opgenomen in de regeringsverklaring van de regering G. Eyskens IV (1968-1972), een coalitie van de Christelijke Volkspartij en de Belgische Socialistische Partij. Onder de minister van binnenlandse zaken in deze regering, Lucien Harmegnies, kwam een nieuwe procedure voor de fusies tot stand in de wet van 23 juli 1971 betreffende de samenvoeging van gemeenten en de wijziging van hun grenzen.
De wet legde het initiatief voor fusies bij de uitvoerende macht (de regering), die de fusieplannen moest laten bekrachtigen door een wet in het parlement. De fusies werden voorbereid door plannen van de administratie binnenlandse zaken. De uiteindelijke beslissingen moesten genomen worden door minister en regering, wat betekende dat de fusies in hoge mate een kabinetsaangelegenheid waren.
Echt schot in de zaak kwam er pas onder de regering Tindemans II (1974-1977), een coalitie van christendemocraten en liberalen, met als minister van binnenlandse zaken Joseph Michel. Grootschalige fusies maakten opnieuw deel uit van het regeerakkoord. Minister Michel hanteerde bovendien een strikt tijdsschema, omdat de hele operatie rond moest zijn voor de gemeenteraadsverkiezingen van oktober 1976 en in werking kunnen treden bij het aantreden van de nieuw samengestelde gemeenteraden op 1 januari 1977. De inspraakprocedures en debatten waren daardoor relatief kort. Het Koninklijk Besluit van 17 september 1975 legde de fusies vast, na felle debatten bekrachtigde het parlement de fusies met de wetten van 23 en 30 december 1975.
De procedure stipuleerde dat fusies mogelijk waren op basis van geografische, economische, sociale, culturele of financiële redenen. Strikte kwantitatieve criteria stonden niet in de wet, maar een vergroting van omvang en inwonertal waren niettemin richtinggevend.
Terugblikkend valt op dat de fusieoperatie van 1977 niet overal beantwoordt aan de criteria die tijdens de werkzaamheden naar voren geschoven zijn. Zo zijn soms kleine gemeenten buiten elke fusie gebleven, terwijl grotere gemeenten in bepaalde gevallen dan weer wel samengevoegd zijn. Ook valt op dat de voorstellen die voor advies aan gemeenten en provincies zijn voorgelegd daarna soms nog zijn gewijzigd zonder dat het teruggaat op een advies of een motivatie. In de parlementaire debatten over de fusies zijn zeer vaak concrete politieke motieven in specifieke gemeenten gesuggereerd als werkelijke drijfveer om bepaalde fusies wel of niet door te voeren (meestal bestaande en potentiële meerderheden in gemeenteraden).
Het resultaat van de fusie is inderdaad een drastische vermindering van het aantal gemeenten en een aanmerkelijke schaalvergroting, maar niettemin ook een opvallend heterogene aard van de Belgische gemeenten. Zo blijven ook na de fusie vaak kleine gemeenten zonder duidelijke reden bestaan (bijvoorbeeld Borsbeek, Hove, Lendelede, Lint, Niel, Olne, Oud-Turnhout of Terhulpen). Een aantal regionale steden zijn min of meer met hun natuurlijke randgemeenten gefuseerd (bijvoorbeeld Aalst, Gent, Roeselare, Mechelen), terwijl dat bij andere niet gebeurde, zonder dat daar ooit een officiële reden voor is opgegeven (bijvoorbeeld Turnhout, dat met geen enkele gemeente fuseerde en Kortrijk, dat weliswaar met enkele landelijke kernen, maar nooit met zijn verstedelijkte randgemeenten Kuurne, Harelbeke of Zwevegem fuseerde).
In totaal ontsnapten van de 2359 gemeenten die in 1976 bestonden slechts 92 aan een fusie, onder meer de 19 tweetalige gemeenten van wat nu het Brussels Hoofdstedelijk Gewest is en een aantal faciliteitengemeenten die omwille van hun taalregeling niet konden fuseren (o.a. Mesen, Ronse, Bever, Herstappe, Vloesberg). Het gemiddelde aantal inwoners per gemeente steeg op 1 januari 1977 van 4136 naar 16.565, de gemiddelde oppervlakte van 13 naar 52 km².
|                 | Tot 31 december 1976 | Tot 31 december 1976 | Tot 31 december 1976   | Vanaf 1 januari 1977 | Vanaf 1 januari 1977 | Vanaf 1 januari 1977   | Verschil         |
| Provincie       | aantal gemeenten     | gemiddelde bevolking | gemiddelde oppervlakte | aantal gemeenten     | gemiddelde bevolking | gemiddelde oppervlakte | aantal gemeenten |
| --------------- | -------------------- | -------------------- | ---------------------- | -------------------- | -------------------- | ---------------------- | ---------------- |
| Antwerpen       | 144                  | 10.767               | 20 km²                 | 77                   | 20.195               | 37 km²                 | -67              |
| Brabant         | 330                  | 6.685                | 10 km²                 | 111                  | 19.826               | 30 km²                 | -219             |
| Henegouwen      | 435                  | 3.037                | 9 km²                  | 69                   | 19.142               | 53 km²                 | -366             |
| Luik            | 317                  | 3.206                | 12 km²                 | 84                   | 12.026               | 46 km²                 | -233             |
| Limburg         | 136                  | 4.941                | 18 km²                 | 44                   | 15.273               | 55 km²                 | -92              |
| Luxemburg       | 229                  | 952                  | 19 km²                 | 44                   | 4.970                | 101 km²                | -185             |
| Namen           | 345                  | 1.117                | 11 km²                 | 38                   | 10.327               | 96 km²                 | -307             |
| Oost-Vlaanderen | 241                  | 5,477                | 12 km²                 | 65                   | 20.308               | 46 km²                 | -176             |
| West-Vlaanderen | 182                  | 5,859                | 17 km²                 | 64                   | 16.555               | 49 km²                 | -118             |
| Het rijk        | 2.359                | 4.136                | 13 km²                 | 596                  | 16.370               | 51 km²                 | -1763            |

Het aantal mandaten verminderde drastisch. De wet van 30 maart 1976 (die de gemeentewet wijzigde) verhoogde weliswaar het aantal raadsleden en schepenen per gemeente (naargelang categorieën van aantal inwoners), maar de fusies waren zo grootschalig dat er slechts 596 burgemeesters, 2.689 schepenen en 12.553 raadsleden blijven tegenover respectievelijk 2.359, 5.596 en 24.063 voordien.
De schaalvergroting van de fusies van 1977 heeft ertoe bijgedragen dat de gemeenten in België een belangrijk bestuursniveau konden blijven. Tegelijk bemoeilijkt een zekere grilligheid in de gekozen samenvoegingen in een aantal gevallen een efficiënt sociaal, economisch en ruimtelijk beleid.

## Fusie van 1983
In 1983 fuseerde de stad Antwerpen (vanaf dan opgedeeld in de districten Antwerpen en Berendrecht-Zandvliet-Lillo) met zeven randgemeenten: Berchem, Borgerhout, Deurne, Hoboken, Ekeren, Merksem en Wilrijk. Dat gebeurde volgens dezelfde procedure en met hetzelfde Koninklijk Besluit als de fusies van 1977, maar de fusiewet van 30 december 1975 trad hier pas in voege op 1 januari 1983, wegens het specifieke karakter van de fusie. Alle gemeenten hadden hoge inwonertallen en bovendien aanzienlijke financiële problemen. De voormalige gemeenten werden districten genoemd, en kregen een officieuze, adviserende functie binnen het stadsbestuur. Met ingang van 1 januari 2001 verkregen zij opnieuw een bestuurlijke functie. De fusie creëerde de grootste gemeente van België naar inwonertal en de derde grootste naar oppervlakte (na Doornik en Couvin).
Door deze fusie van de stad Antwerpen met de randgemeenten werd het aantal Belgische gemeenten ten slotte gereduceerd tot 589.

## Fusies van 2019
In 2010 beloofde Vlaams minister van Binnenlands Bestuur Geert Bourgeois een subsidie van 4,125 miljoen euro voor gemeenten die vrijwillig fuseerden. Gemeenten die van deze regeling gebruik wilden maken moesten dit voor 2011 kenbaar maken zodat de fusie op 1 januari 2013 (na de gemeenteraadsverkiezingen in 2012) kon ingaan. Geen enkele gemeente ging op die oproep in.
Met het decreet Vrijwillige Samenvoeging van Gemeenten van 24 juni 2016 (in 2017 geïntegreerd in het Decreet Lokaal Bestuur) bestaat er een procedure die de gemeenten moeten volgen ingeval ze vrijwillig willen fuseren. Het decreet legt de financiële bonus voor een effectieve fusie vast. Deze vrijwillige fusieronde kent een relatief beperkt succes, ondanks de aanlokkelijke financiële voordelen en ondanks de bedreiging dat het in een volgende legislatuur tot opgelegde fusies zou komen.
In Vlaanderen waren de eerste twee fusiekoppels in het vrijwillige fusietraject Meeuwen-Gruitrode met Opglabbeek en Kruishoutem met Zingem.
Volgende zeven fusies zijn een feit sinds 1 januari 2019, volgend op de gemeenteraadsverkiezingen van 14 oktober 2018.
In elke gemeente werd de fusie in de loop van 2017 goedgekeurd door de gemeenteraad, waarna een overgangsperiode intrad waarin de gemeenten en OCMW’s alleen lopende zaken konden behandelen. Het Vlaams Parlement keurde vervolgens op 25 april 2018 de ontwerpen van samenvoegingsdecreet goed, bekrachtigd op 4 mei, waarna de gemeentebesturen de voorbereiding voor de samenvoeging en de lokale verkiezingen konden starten.
- Antwerpen
  - De gemeenten Sint-Amands en Puurs vormen sinds 2019 samen de Antwerpse fusiegemeente Puurs-Sint-Amands.[20]
- Limburg
  - De gemeenten Opglabbeek en Meeuwen-Gruitrode maakten op 23 februari 2016 als eerste Vlaamse gemeenten officieel bekend een gemeentefusie tegen 2019 te willen onderzoeken.[21] Op 26 juni 2017 werd de fusie van Opglabbeek en Meeuwen-Gruitrode officieel goedgekeurd op beide gemeenteraden. Beide gemeenten gingen over in de gemeente Oudsbergen.[22]
  - In 2017 bestudeerden Neerpelt, Overpelt en Hamont-Achel een mogelijke fusie. Hamont-Achel gaf uiteindelijk aan niet te willen fuseren, maar Neerpelt en Overpelt beslisten dit wel te doen. De nieuwe gemeentenaam werd Pelt.[23]
- Oost-Vlaanderen
  - In september 2016 kondigden Kruishoutem en Zingem aan een fusie te onderzoeken. In december bekrachtigden de gemeenteraden van beide gemeenten in de Vlaamse Ardennen de intentie tot fuseren.[24] In een burgerforum en verschillende hoorzittingen kregen de burgers inspraak in dit fusieproces. Uiteindelijk werd gekozen voor de naam Kruisem.[6]
  - Op 23 mei 2017 werd aangekondigd dat de gemeenten Aalter en Knesselare de beslissing hadden genomen om te fuseren en een nieuwe gemeente zouden vormen die de naam Aalter zou dragen.[25] De fusie werd definitief goedgekeurd in beide gemeenteraden op 11 oktober 2017.[26]
  - Op 11 juli 2017 werd aangekondigd dat de gemeenten Deinze en Nevele de beslissing hadden genomen om te fuseren.[27] Deinze en Nevele werden samengevoegd tot Deinze.
  - In september 2017 kondigden Waarschoot, Zomergem en Lovendegem hun fusieproject aan. De fusie tot de gemeente Lievegem werd op 21 december 2017 definitief goedgekeurd door de gemeenteraden van de drie betrokken gemeenten.[28]

## Fusies van 2024-2025
In Vlaanderen, de fusies die anno 2020-2023 werden voorbereid, traden in werking op 1 januari 2025, na de gemeenteraadsverkiezingen van oktober 2024. Voor deze fusiegolf verwachtte de Vlaamse overheid ten laatste op 31 december 2023 een formele definitieve beslissing van de respectievelijke gemeenten. In april 2024 werden 13 gemeentefusies goedgekeurd door het Vlaams Parlement. De fusie in Wallonië tussen Bastenaken en Bertogne gebeurde niet op 1 januari 2025, maar reeds een maand eerder op 2 december 2024 bij de installatie van de nieuwe gemeenteraad.
Samengevat:
| Samenvoegende gemeenten          | Nieuwe gemeente                       |
| -------------------------------- | ------------------------------------- |
| Antwerpen en Borsbeek            | Antwerpen (met Borsbeek als district) |
| Bastenaken en Bertogne           | Bastenaken (Bastogne)                 |
| Beveren, Kruibeke en Zwijndrecht | Beveren-Kruibeke-Zwijndrecht          |
| Bilzen en Hoeselt                | Bilzen-Hoeselt                        |
| Borgloon en Tongeren             | Tongeren-Borgloon                     |
| De Pinte en Nazareth             | Nazareth-De Pinte                     |
| Galmaarden, Gooik en Herne       | Pajottegem                            |
| Ham en Tessenderlo               | Tessenderlo-Ham                       |
| Hasselt en Kortessem             | Hasselt                               |
| Lochristi en Wachtebeke          | Lochristi                             |
| Lokeren en Moerbeke              | Lokeren                               |
| Merelbeke en Melle               | Merelbeke-Melle                       |
| Meulebeke en Tielt               | Tielt                                 |
| Ruiselede en Wingene             | Wingene                               |

- Antwerpen
  - Op 28 januari 2022 werd aangekondigd dat, in weerwil van een negatieve volksraadpleging, Borsbeek in 2025 zal fuseren met de stad Antwerpen, en daardoor het 10de district van Antwerpen zal worden.[31][32]
- Limburg
  - De Zuid-Limburgse gemeenten Bilzen, Hoeselt en Riemst waren in 2020 gesprekken gestart over een mogelijke fusie. De nieuwe fusiegemeente zou 59.000 inwoners tellen.[33] In 2021 besliste Riemst een aparte gemeente te blijven.[34] Op 28 juni 2021 keurden de gemeenteraden van Bilzen en Hoeselt de fusie van beide gemeenten principieel goed. Op 1 januari 2025 fuseerden beide gemeenten.[35][36] met Bilzen-Hoeselt als naam van de fusiegemeente.[37]
  - De Limburgse steden Borgloon en Tongeren lieten in augustus 2021 weten dat ze zullen fuseren tegen 2025.[38][39] Deze fusie kwam redelijk onverwacht, daar de stad Borgloon ook al gesprekken voerde met Alken, Wellen, Kortessem en Heers.[40] Op 17 oktober 2023 werd de fusie definitief goedgekeurd. De nieuwe stad heet Tongeren-Borgloon.[41]
  - De Limburgse gemeenten Ham en Tessenderlo lieten in oktober 2021 weten dat ze zullen fuseren tegen 2025.[42] De nieuwe naam is Tessenderlo-Ham.[43]
  - In december 2022 zijn er gesprekken gestart over een fusie met districtsraden tussen Hasselt, Alken, Diepenbeek en Kortessem.[44] Uiteindelijk haakten Alken en Diepenbeek nog af waardoor enkel Hasselt en Kortessem in april 2023 een principiële beslissing tot fusie namen.[45] Op 21 november 2023 keurden de gemeenteraden van beide gemeenten de fusie definitief goed.[46] Hasselt is de naam van de fusiegemeente.
- Luxemburg
  - In maart 2022 kondigden de stad Bastenaken en de gemeente Bertogne hun intentie aan om te fuseren in 2025.[47] Op 30 juni 2022 keurden beide gemeenteraden de fusieplannen goed. Hiermee ontstond in 2025 de grootste gemeente (qua oppervlakte) van België en de eerste nieuwe fusiegemeente in Wallonië na de grote fusiegolf van de jaren 70. In mei 2023 keurde het Waals Parlement de fusie goed. De nieuwe gemeenteraad van het gefuseerde Bastenaken werd reeds op 2 december 2024 geïnstalleerd.[48]
- Oost-Vlaanderen
  - De Oost-Vlaamse gemeenten Wachtebeke en Lochristi lieten in december 2021 weten dat ze zullen fuseren tegen 2025.[49] De nieuwe fusiegemeente nam de naam Lochristi over.[50]
  - Ook buurgemeenten Moerbeke en Lokeren lieten in maart 2022 weten te fuseren tegen 2025. De nieuwe fusiegemeente nam de naam Lokeren over.[51][52][53]
  - Oost-Vlaamse gemeenten Beveren en Kruibeke en Antwerpse gemeente Zwijndrecht fuseerden op 1 januari 2025. De fusiegemeente telt zo'n 85.000 inwoners, en Zwijndrecht schuift zo naar de provincie Oost-Vlaanderen.[3]  Reeds in 2010 werden er gesprekken gevoerd tussen Beveren en Kruibeke, maar die draaiden toen op niets uit.[54] Begin 2022 maakten de gemeenten, ditmaal samen met Zwijndrecht, bekend dat er opnieuw gesprekken waren.[55] Zwijndrecht was tot 1923 deel van Oost-Vlaanderen en heeft altijd deel uitgemaakt van het Waasland maar ging toen samen met het nieuwe Antwerpse stadsdeel Linkeroever over naar de provincie Antwerpen. Uiteindelijk ging Zwijndrecht niet mee in de fusieplannen.[56][57] Begin april 2022 lieten Beveren en Kruibeke weten te willen fuseren tegen 2025. In mei 2022 werd door de gemeenteraad van Kruibeke beslist om de fusiegesprekken met Beveren stop te zetten en terug van nul te beginnen.[58] Eind oktober 2022 keurden de gemeenteraden van Kruibeke, Beveren en opnieuw Zwijndrecht uiteindelijk de fusie principieel goed.[59] Op 17 september 2023 werd in Zwijndrecht een volksraadpleging georganiseerd waarbij 80 procent van de 42 procent opgedaagde inwoners (dus een minderheid van 33,6 procent van de inwoners) zich tegen de fusie uitsprak.[60] Op 26 oktober 2023 werd op de gemeenteraad van Zwijndrecht de fusie uiteindelijk goedgekeurd met een wisselmeerderheid. De burgemeester zelf stond niet achter de plannen en twee leden van Vlaams Belang verloren door hun stem hun partijkaart.[61]
  - Ook De Pinte en Nazareth gaven aan in 2025 te zullen fuseren.[62] De nieuwe naam is Nazareth-De Pinte.[63]
  - Melle voerde gesprekken met Merelbeke (en ook met Destelbergen en Oosterzele - de gemeenten uit politiezone Regio Rhode & Schelde) om tot een fusie te komen met een of meerdere gemeenten.[64] In september 2022 gingen Melle en Merelbeke verder met gesprekken.[65] In 2023 keurden Melle en Merelbeke de fusieplannen goed.[66] De nieuwe naam is Merelbeke-Melle.[63]
- Vlaams-Brabant
  - Herne, Gooik, Galmaarden en Pepingen lieten in 2022 een bestuurskrachtanalyse uitvoeren. Drie gemeenten in het Pajottenland - Herne, Gooik en Galmaarden - kondigden in september 2022 aan dat ze een fusie zullen onderzoeken, nog voor de resultaten van de bestuurskrachtanalyse bekend waren. Door het gebrek aan burgerparticipatie haakt Pepingen af. Eind maart 2023 keurden de gemeenteraden de fusie uiteindelijk principieel goed[67] en op 21 december 2023 volgde de definitieve goedkeuring. De nieuwe naam is Pajottegem.[68]
- West-Vlaanderen
  - Op 25 april 2022 kondigden Ruiselede en Wingene hun fusie-intenties aan. Sinds 1 januari 2025 gaat de fusiegemeente verder onder de naam Wingene. Het is de eerste fusiebeslissing in West-Vlaanderen sinds de fusieronde van 1977.[69]
  - Op 28 juni 2023 kondigden Tielt en Meulebeke hun fusie-intenties aan.[70] In december 2023 keurden beide gemeenten de fusie definitief goed. Tielt werd de hoofdnaam en Meulebeke werd deelgemeente.

## Totaal aantal gemeenten
Het totale aantal gemeenten sinds de grootschalige fusies van 1977 en 1983 is als volgt:
| Gewest                                 | 1983-2018 | 2019-2024 | 2025-2030 |
| -------------------------------------- | --------- | --------- | --------- |
| Vlaams Gewest (lijst)                  | 308       | 300       | 285       |
| Waals Gewest (lijst)                   | 262       | 262       | 261       |
| Brussels Hoofdstedelijk Gewest (lijst) | 19        | 19        | 19        |
| Totaal (België)                        | 589       | 581       | 565       |

## Toekomst
Omdat vele Belgische gemeenten zowel qua oppervlakte als qua inwonersaantallen klein bevonden worden in vergelijking met bijvoorbeeld Nederlandse gemeenten, die gemiddeld bijna dubbel zo groot zijn, wordt vanuit sommige politieke cenakels regelmatig geopperd dat een aantal gemeenten moet fuseren. Sinds het Lambermontakkoord van 2000 valt de gemeentewet onder de bevoegdheid van de gewesten, in Vlaanderen meer bepaald van de minister van Binnenlands Bestuur. In 2023 pleitte minister Bart Somers voor verdere, desnoods verplichte fusies, op basis van een uitgebreid rapport van het Steunpunt Bestuurlijke Vernieuwing. Zijn opvolger Gwendolyn Rutten was echter geen voorstander van verplichtingen.

### Brussel
In Brussel is het streven naar het aantal gemeenten te beperken het grootst, maar ook politiek het moeilijkst realiseerbaar. Zo stelde Bert Anciaux in 2007 voor de "19 baronieën" samen te voegen tot zes nieuwe gemeenten samenvallend met de zes Brusselse politiezones. Anderen willen van Brussel één grote gemeente maken waarbij voor de huidige 19 gemeenten een nieuwe rol als onderhorig district weggelegd is (analoog aan de Antwerpse situatie).
De zes Brusselse politiezones bestaan uit:
- Brussel (hoofdstad): Brussel (stad), Elsene
- Anderlecht Brussel-Zuid: Anderlecht, Sint-Gillis, Vorst
- Brussel-West: Sint-Jans-Molenbeek, Koekelberg, Sint-Agatha-Berchem, Ganshoren, Jette
- Schaarbeek Brussel-Noord: Schaarbeek, Sint-Joost-ten-Noode, Evere
- Montgomery: Etterbeek, Sint-Lambrechts-Woluwe, Sint-Pieters-Woluwe
- Ukkel: Ukkel, Watermaal-Bosvoorde, Oudergem

### Motivatie tot fuseren
De gemeenten hopen met deze fusies vooral een betere dienstverlening en een efficiëntere en krachtigere organisatie te kunnen bieden aan hun inwoners.
Het grote voordeel van deze vrijwillige fusie is dat de gemeenten zelf hun fusiepartner kunnen kiezen. Daarnaast kunnen ze door de bepalingen in het fusiedecreet genieten van financiële ondersteuning en overgangsmaatregelen zoals de schuldovername en de extra schepenen tijdens de eerste bestuursperiodes van de nieuwe gemeente.

### Overige fusiebesprekingen in Vlaanderen
Er bestond onder de lokale besturen initieel weinig animo om te fuseren. Door de motiverende maatregelen van de Vlaamse Overheid verandert dit steeds sneller. Steeds meer gemeenten lijken op zoek naar mogelijke fusiepartners, vaak om een gevreesde gedwongen fusie van bovenaf te vermijden.
- West-Vlaanderen
  - In de lokale media werden in het verleden meerdere malen discussies geopend tot een mogelijke fusie tussen Veurne, Koksijde, Nieuwpoort en De Panne. Ook de kleinere plattelandsgemeente Alveringem werd genoemd als mogelijke fusiepartner. Enkel de burgemeester van Koksijde, als gemeente met het meeste inwoners, was voorstander. Uiteindelijk zijn er nooit officiële fusiegesprekken opgestart tussen deze gemeenten. Mochten deze vijf gemeenten samen tot één grote gemeente fuseren zou deze meer dan 60.000 inwoners tellen (de twaalfde meest bevolkte gemeente van Vlaanderen), en ongeveer 270 km² groot zijn (de geografisch grootste gemeente van België).[73][74]
  - Zowel in Tielt als Izegem lieten de burgemeesters in het verleden al weten open te staan voor schaalvergroting. In vele kleine landelijke gemeenten staat men echter niet te springen om een fusie aan te gaan met dergelijke grote stedelijke gemeenten.[75]
  - Anno 2022 gaat Oostkamp op zoek naar een fusie met Zedelgem en Beernem, de gemeenten waarmee het zijn politiezone deelt.[76]
  - De gemeenten Staden, Houthulst en Langemark-Poelkapelle praten over een mogelijke fusie.[77]
- Oost-Vlaanderen
  - De gemeente Eeklo heeft al vaker aangegeven dat ze openstaat voor een fusie. Ze was, na de bekendmaking van de fusie tussen Aalter en Knesselare, voor een tweede maal vragende partij om met zijn buurgemeenten de fusiegesprekken te starten. Dit werd aanvankelijk niet vol enthousiasme onthaald bij de omliggende gemeenten. Sint-Laureins, Kaprijke en Assenede hadden interesse en onderzochten de fusievraag.[78][79] Uiteindelijk gaven ze alle drie aan toch niet te willen fuseren in 2024.
  - Oosterzele en Sint-Lievens-Houtem maakten al kenbaar in elkaar potentiële fusiepartners te zien en ten vroegste in 2025 te willen fuseren.[80][81]
  - Destelbergen en Laarne hadden al verkennende gesprekken over een eventuele fusie. Eind 2019 lieten ze weten voorlopig nog niet samen te gaan als één gemeente.[82][83]
  - In 2021 liet Zelzate weten te willen fuseren met Assenede en Wachtebeke. Ook een fusie met Gent behoort tot de mogelijkheden.[84] Door de beslissing van Wachtebeke om met Lochristi te fuseren moet Zelzate op zoek naar een nieuwe partner.
  - Kruisem, Kluisbergen, Wortegem-Petegem en Oudenaarde - de vier gemeenten van Politiezone Vlaamse Ardennen - onderzoeken sinds 2021 een intensievere samenwerking wat eventueel kan leiden tot een fusie van de gemeenten.[85] De fusie komt er uiteindelijk voorlopig niet, wel wordt er ingezet op intensievere samenwerking.[86]
  - In 2022 lanceerde de gemeente Wichelen een spiegelgemeenteraad – waarbij burgers geloot worden die een beslissing nemen over een bepaald onderwerp – over het fusiethema. Die spiegelgemeenteraad kwam quasi unaniem tot de conclusie dat een fusie wenselijk is. De burgers gaven de voorkeur aan een combinatie met Laarne en Wetteren of een combinatie met Laarne en Berlare. De verschillende gemeenten gaan nu de gesprekken opstarten.[87]
- Antwerpen
  - In het verleden was er sprake van een eventuele fusie van de gemeente Zoersel met Malle en Schilde. Op een bijeenkomst in maart 2017 bleek dat de drie burgemeesters van deze gemeenten geen voorstander van de fusie waren. Er werd dan ook niet aan fusiegesprekken begonnen.[88]
  - Kontich en Lint houden rekening met een toekomstige fusie, zo'n 150 jaar na de scheiding van de twee gemeenten. Anno 2022 werd hiervoor een werkgroep opgericht in Lint.[89]
  - Hoewel Puurs-Sint-Amands nog maar net een fusie achter de rug heeft, maakte de burgemeester al enkele malen duidelijk dat een fusie met Bornem in de toekomst zeker zal plaatsvinden.[90]
- Vlaams-Brabant
  - De Vlaams-Brabantse gemeente Merchtem bekeek vanaf 2010 de mogelijkheid tot samengaan met buurgemeente Opwijk, maar deze gemeente was daar niet warm voor.[91] Beide burgemeesters verklaarden zich in 2014 voorstanders van een fusie, echter "niet nu, maar later", zodat voorlopig geen verdere fusiegesprekken werden gevoerd.[92]
  - Sommigen in de faciliteitengemeenten Wezembeek-Oppem en Kraainem opperden een fusie als alternatief voor allerlei gezamenlijke problemen. Het is in beginsel mogelijk voor faciliteitengemeenten om te fuseren met een andere gemeente, maar Kraainem en Wezembeek-Oppem kennen een verschillend stelsel van faciliteiten: voor Kraainem gelden de "grote faciliteiten", voor Wezembeek-Oppem "kleine faciliteiten". Dit bemoeilijkt een eventuele fusie.[93]
  - In het Hageland woekert het debat rond gemeentefusies steeds luider. Bekkevoort en Tielt-Winge lieten al weten voorstander te zijn van een fusie in 2025. In Kortenaken en Geetbets wordt onderzocht wat een fusie zou betekenen voor hen. Glabbeek staat anno 2021 nog niet open voor een vrijwillige fusie.[94][95]
  - Ook in Linter leeft het thema. Als Kortenaken en Geetbets naar Bekkevoort en Tielt-Winge kijken, blijft in Linter onder meer de optie over om te fuseren met Zoutleeuw en Landen.[96]
  - Tremelo en Begijnendijk overwogen een fusie.[97][98]
  - Op 19 april 2022 werd aangekondigd dat het Antwerpse Mechelen misschien zou fuseren met het Vlaams-Brabantse Boortmeerbeek waarbij Boortmeerbeek deel zou worden van de provincie Antwerpen. De stad zou 100.000 inwoners tellen en zou ingedeeld worden in 3 stadsdistricten: Boortmeerbeek-Muizen, landelijk Mechelen en Mechelen-stad.[99][100] De fusie ging echter niet door, vooral door het protest van inwoners van Boortmeerbeek.[101]
- Limburg
  - Leopoldsburg stuurde in oktober 2022 een uitnodiging naar de buurgemeenten om over een fusie te praten. Beringen lijkt daarbij de meest aangewezen partner.[102]

### Wallonië
Ook de Waalse regering voorziet een schuldenregeling bij een vrijwillige fusie. Hiervoor is echter weinig enthousiasme bij de Waalse gemeenten. Toch worden er hier en daar gesprekken gevoerd.